# Brittney Reese
Brittney Reese (Inglewood, Kalifornia, 1986. szeptember 9. –) olimpiai és világbajnok amerikai atlétanő, távolugró.
Hét méter tíz centiméteres ugrásával aranyérmes lett a 2009-es berlini világbajnokságon. A döntőben tizenhárom centiméterrel utasította maga mögé a korábbi olimpiai és világbajnok orosz Tatyjana Lebegyevát.

## Egyéni legjobbjai
Szabadtér
- 100 méter - 11,66
- Távolugrás - 7,25

Fedett
- 60 méter - 7,29
- Magasugrás - 1,88
- Távolugrás - 7,23